# Gottfried Brendel
Gottfried Brendel (* 15. Januar 1913 in Coswig; † 6. Mai 1965 in Dresden)  war ein deutscher Bauingenieur.

## Leben
Brendel besuchte die Oberrealschule in Dresden und studierte an der TH Dresden Bauingenieurwesen mit dem Diplom 1940. Danach war er mehrere Jahre bei Dresdner Baufirmen, bevor er wieder an die Universität ging als Assistent von Friedrich Wilhelm Neuffer (Lehrstuhl für Massivbrücken, Holz- und Grundbau). 1949 wurde er Leiter des Instituts für Grundbau und er berechnete in dieser Zeit Standsicherheitsnachweise für die Staudämme Cranzahl und Stollberg. 1950/51 erhielt er seinen ersten Lehrauftrag in Stahlbeton und 1954 wurde er Professor mit vollem Lehrauftrag in Stahl- und Spannbeton, ab 1955 auch für Massivbrücken. 1956 wurde er Professor mit Lehrstuhl (Stahlbeton, Spannbeton, Massivbrücken).
Seine Untersuchung über mitwirkende Plattenbreite bei T-Querschnitten aus Stahl- und Spannbeton fand Eingang in die DDR-Norm TGL 0-1045 und auch international Anerkennung. Im Comité Européen du Béton (CEB; Europäisches Betonkomittee) leitete er die Arbeitsgruppe 9 T-Balken.  Er untersuchte den Einfluss der Rissbildung auf die mitwirkende Plattenbreite in Modellversuchen.

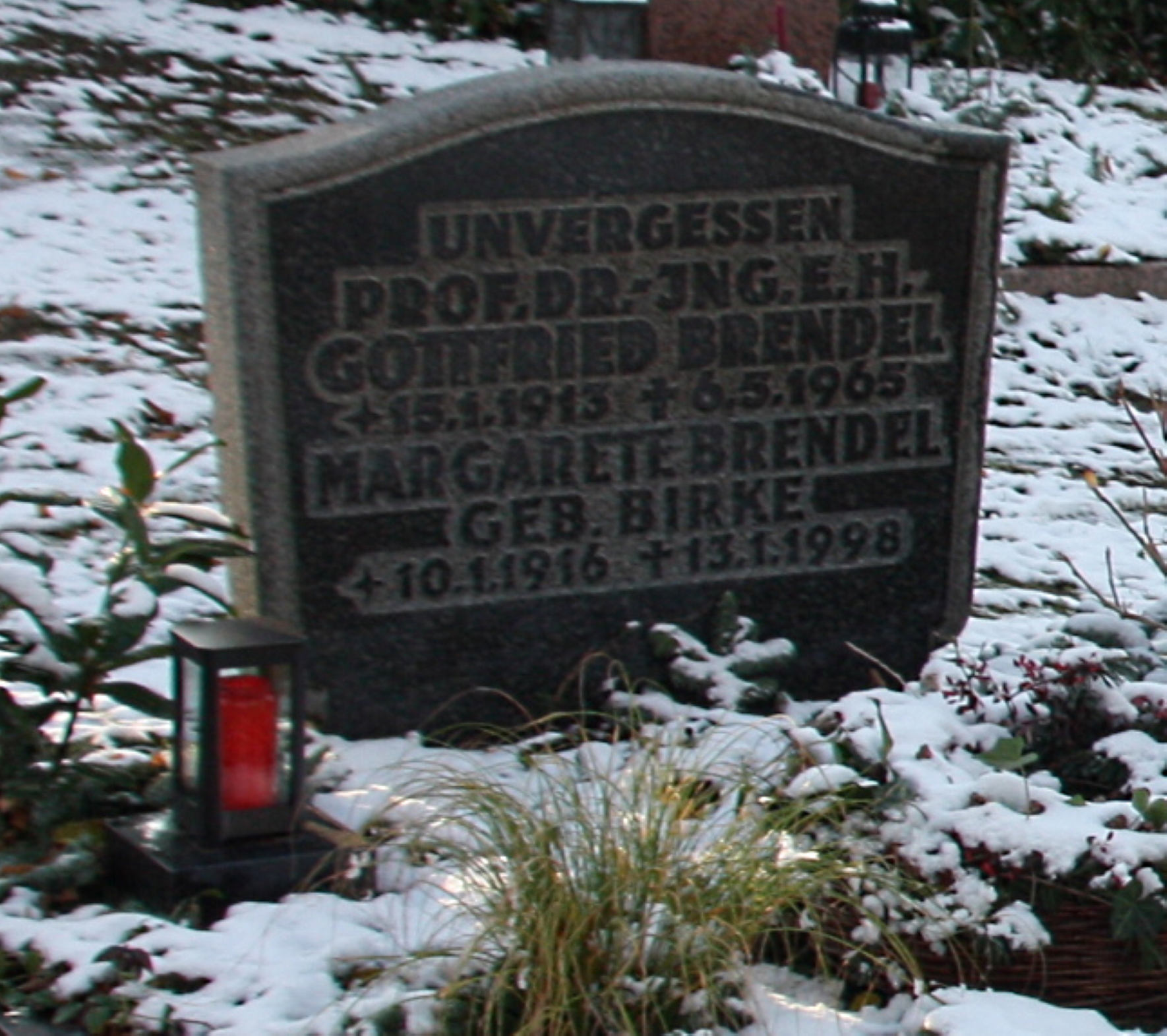
Grab auf dem Friedhof Bühlau

Er entwickelte das Traglastverfahren (aus dem Stahlbau) für Anwendung in Stahlbeton und Spannbeton weiter (nicht nur für Biegeglieder – dafür war es schon 1955 in der DDR zugelassen, fand aber wenig Beachtung – sondern für alle Arten von Belastung), was dazu beitrug dessen Vielseitigkeit aufzuzeigen. In der DDR fand es über die TGL 11422 weite Verbreitung.
Sein Grab befindet sich auf dem Friedhof Bühlau in Dresden.

## Schriften
- Gottfried Brendel: Stahlbetonbau unter Berücksichtigung des Spannbetons. 4. Auflage. Teubner, 1963.